# Arachniodes lurida
Arachniodes lurida là một loài thực vật có mạch trong họ Dryopteridaceae. Loài này được (Jenman ex Underw. & Maxon) Proctor miêu tả khoa học đầu tiên năm 1982.